# 世界貿易機関を設立するマラケシュ協定
世界貿易機関を設立するマラケシュ協定（せかいぼうえききかんをせつりつするマラケシュきょうてい、英: Marrakesh Agreement Establishing the World Trade Organization）は、1994年4月にモロッコのマラケシュで作成され、1995年1月1日に発効した条約で、世界貿易機関（WTO）の設立などについて定めている。
略称は、WTO設立協定またはWTO協定など。

## 概要
WTO設立協定は、本体と4つの附属書からなる。協定本体は、世界貿易機関の権限や任務、構成や意志決定などについて定めている。
附属書のうち、附属書1 - 3は協定本体とともに一括受諾の対象とされており、すべてのWTO加盟国に適用される。これに対して、附属書4は一括受諾の対象ではなく、WTO加盟国の中でも受諾国間でのみ効力を有する。
附属書1は、A - Cからなり、附属書1Aは主として物品の貿易を対象とし、旧関税及び貿易に関する一般協定（GATT）等に相当する協定からなる。また、附属書1Bはサービスの貿易、附属書1Cは知的財産権をそれぞれ対象として、新たに設けられたものである。
附属書2は、加盟国間での紛争の解決について定めたもので、小委員会や上級委員会を設けて、紛争についての判断をすることなどを規定している。附属書3は、加盟国の貿易政策がWTO設立協定に整合するものであるかを定期的に審査する制度を定めている。

## WTO設立協定の構成
- 世界貿易機関を設立するマラケシュ協定
- 附属書1
  - 附属書1A 物品の貿易に関する多角的協定
    - 附属書1Aに関する解釈のための一般的注釈
    - (A) 1994年の関税及び貿易に関する一般協定（通称 1994年のGATT[2]）
      - 国際連合貿易雇用会議準備委員会第二会期の終了の時に採択された最終議定書(暫定的適用に関する議定書を除く。)に附属する1947年10月30日付けの関税及び貿易に関する一般協定(世界貿易機関協定の効力発生の日前に効力を生じた法的文書により訂正され、改正され又は修正されたもの)
      - 1947年の関税及び貿易に関する一般協定の下で効力を生じた次の法的文書
        - 関税譲許に関連する議定書及び確認書
        - 加入議定書(暫定的適用に関する規定(当該加入議定書の日付の日に有効な法令に反しない最大限度において千九百四十七年のガット第二部の規定を暫定的に適用する旨定める規定を含む。)及び暫定的適用の撤回に関する規定を除く。)
        - 義務の免除に関する決定(1947年のガット第25条の規定に基づいて行われたもの)であって、世界貿易機関協定の効力発生の日に効力を有しているもの
        - その他1947年のガットの締約国団が行った決定

      - 解釈了解
      - 1994年の関税及び貿易に関する一般協定のマラケシュ議定書

    - (B) 農業に関する協定
    - (C) 衛生植物検疫措置の適用に関する協定（通称 SPS協定）
    - (D) 繊維及び繊維製品（衣類を含む。）に関する協定（通称 繊維協定、2004年末に終了）
    - (E) 貿易の技術的障害に関する協定（通称 TBT協定）
    - (F) 貿易に関連する投資措置に関する協定（通称 TRIMs協定）
    - (G) 1994年の関税及び貿易に関する一般協定第6条の実施に関する協定（通称 アンチ・ダンピング協定[2]）
    - (H) 1994年の関税及び貿易に関する一般協定第7条の実施に関する協定（通称 関税評価に関する協定[2]）
    - (I) 船積み前検査に関する協定
    - (J) 原産地規則に関する協定
    - (K) 輸入許可手続に関する協定
    - (L) 補助金及び相殺措置に関する協定
    - (M) 漁業補助金に関する協定（未発効）
    - (N) セーフガードに関する協定
    - (O) 貿易の円滑化に関する協定

  - 附属書1B サービスの貿易に関する一般協定（略称 GATS[2]）
  - 附属書1C 知的所有権の貿易関連の側面に関する協定（通称 TRIPS協定）
- 附属書2 紛争解決に係る規則及び手続に関する了解（略称 DSU[3][2]、通称 紛争解決了解）
- 附属書3 貿易政策審査制度（略称 TPRM[2]）
- 附属書4 複数国間貿易協定
  - (A) 民間航空機貿易に関する協定
  - (B) 政府調達に関する協定
- 過去に附属書4の協定だったもの。失効にともないWTO協定第10条9に基づく一般理事会[4]の1997年12月10日決定[5]により附属書4から削除された。
  - (C) 国際酪農品協定（1997年末に失効[2]）
  - (D) 国際牛肉協定（1997年末に失効[2]）